# Rakeysh Omprakash Mehra
Rakeysh Omprakash Mehra (Delhi, 7 luglio 1963) è un regista, sceneggiatore e produttore cinematografico indiano.

## Filmografia
- Aks (2001) - regista e sceneggiatore
- Rang De Basanti (2006) - regista, sceneggiatore e produttore
- Delhi-6 (2009) - regista, sceneggiatore e produttore
- Teen They Bhai (2011) - produttore
- Bhaag Milkha Bhaag (2013) - regista e produttore
- Mirzya (2016) - regista e produttore
- Fanney Khan (2018) - produttore
- Mere Pyare Prime Minister (2019) - regista e produttore
- Toofan (2021) - regista e produttore

## Premi
- National Film Awards
  - "Best Popular Film Providing Wholesome Entertainment" (Rang De Basanti), "Best Popular Film Providing Wholesome Entertainment" (Bhaag Milkha Bhaag)
- Filmfare Awards
  - "Best Film" (Rang De Basanti), "Best Director" (Rang De Basanti), "Best Film" (Bhaag Milkha Bhaag), "Best Director" (Bhaag Milkha Bhaag)
- Global Indian Film Awards
  - "Best Director" (Rang De Basanti), "Best Screenplay" (Rang De Basanti)
- Screen Awards
  - "Best Director" (Rang De Basanti), "Best Screenplay" (Rang De Basanti)
- Zee Cine Awards
  - "Best Film" (Rang De Basanti), "Best Director" (Rang De Basanti), "Best Director" (Bhaag Milkha Bhaag)
- International Indian Film Academy Awards
  - "Best Director" (Bhaag Milkha Bhaag)
- Film indiani proposti per l'Oscar al miglior film straniero (Rang De Basanti)
- Nargis Dutt Awards
  - "Best Feature Film on National Integration" (Delhi-6)